# Sainte-Eulalie (Gironda)
 Sainte-Eulalie  es una población y comuna francesa, en la región de Aquitania, departamento de Gironda, en el distrito de Burdeos y cantón de Carbon-Blanc.
Está integrada en la Communauté de communes du Secteur de Saint-Loubès.

## Demografía
| 1139 | 1953 | 2633 | 3365 | 3930 | 4189 | 4544 |
| Para los censos de 1962 a 1999 la población legal corresponde a la población sin duplicidades (Fuente: INSEE [Consultar]) |      |      |      |      |      |      |